# Tavia Yeung Yi

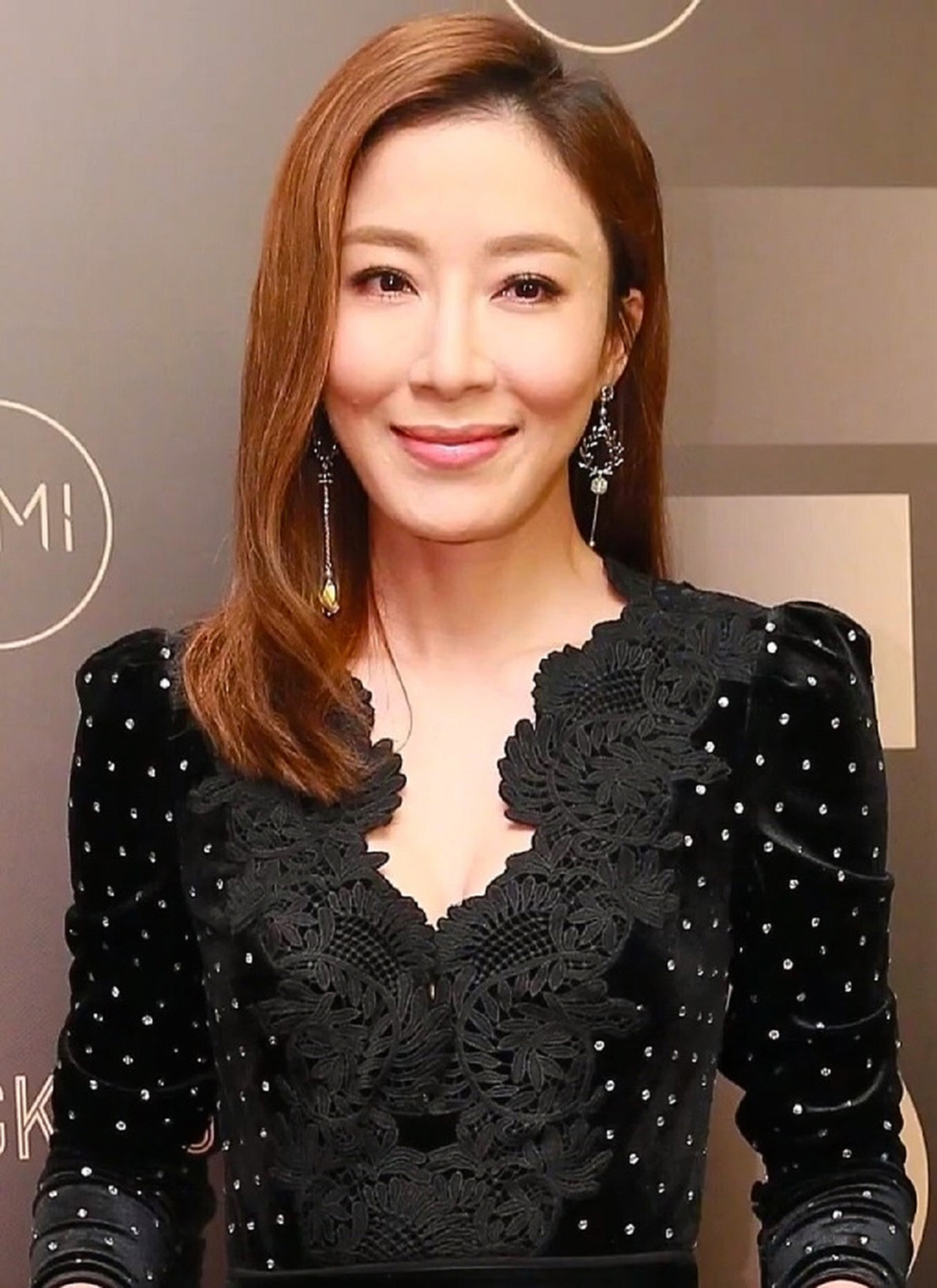
Tavia Yeung Yi, 2019

Tavia Yeung Yi (chinesisch 楊怡; * 30. August 1979 in Hongkong) ist eine chinesische Schauspielerin.
1999 ging sie zur Schauspielschule von TVB. Nach 6 Jahren bekam sie eine Rolle in der Serie Vigilante Force (智勇新警界) und gewann im Jahre 2003 einen Preis als beste fortgeschrittene Schauspielerin. Für ihre Leistung in der Serie Moonlight Resonance (溏心風暴之家好月圓) gewann sie im Jahr 2008 den Preis als beste Nebendarstellerin bei den TVB 41st Anniversary Awards.

## Serien
- 2000: The Legend Of Lady Yang (楊貴妃)
- 2000: Green Hope (新鮮人)
- 2000: Street Fighters (廟街·媽·兄弟)
- 2000: Broadcast Life (FM701)
- 2001: The Awakening Story (婚前昏後)
- 2002: Eternal Happiness (再生緣)
- 2002: Golden Faith (流金歲月)
- 2002: Good Against Evil (點指賊賊賊捉賊)
- 2003: Whatever It Takes (天子尋龍)
- 2003: Vigilante Force (智勇新警界)
- 2003: The 'W' Files (衛斯理)
- 2003: Find The Light (英雄·刀·少年)
- 2004: The Vigilante In The Mask (怪俠一枝梅)
- 2004: Twin of brothers (大唐雙龍傳)
- 2004: Shades Of Truth (水滸無間道)
- 2005: The Prince’s Shadow (御用閒人)
- 2005: The Academy (學警雄心)
- 2005: Yummy Yummy
- 2006: A Pillow Case of Mystery (施公奇案)
- 2006: Face To Fate (布衣神相)
- 2006: Land of Wealth (滙通天下)
- 2006: Dicey Business (賭場風雲)
- 2007: Heart of Greed (溏心風暴)
- 2007: On the First Beat (學警出更)
- 2007: Fathers and Sons (爸爸閉翳)
- 2007: The Building Blocks of Life (建築有情天)
- 2008: Moonlight Resonance (溏心風暴之家好月圓)
- 2009: Sweetness in the Salt (碧血鹽梟)

## Gastauftritte
- 1999: At the Threshold of An Era (創世紀)
- 1999: Detective Investigation FilesIV (刑事偵緝檔案IV)
- 2000: War of the Genders (男親女愛)
- 2000: At the Threshold of An EraII (創世紀II)
- 2000: The Heaven Sword And Dragon Sabre (倚天屠龍記)
- 2000: Seven Sisters (七姊妹)
- 2000: Return Of The Cuckoo (十月初五的月光)
- 2001: A Taste Of Love (美味情緣)
- 2001: Feng Sheng Bang (封神榜)

## Songs
- 靠近: Face To Fate (布衣神相) mit Frankie Lam (林文龍)
- 愛怎麼說: Sweetness in the Salt (碧血鹽梟) mit Steven Ma (馬浚偉)